# Darth Vader
Darth Vader, ili kako se prije zvao Anakin Skywalker, izmišljeni je lik iz serijala Ratovi zvijezda, jedan od glavnih antagonista u cijelom serijalu. Iako se pojavio i u prva dva filma, doduše kao Anakin Skywalker, prvo pojavljivanje Vadera u izgledu kakvog je imao u izvornoj trilogiji je u Osveti Sitha. U Osveti Sitha ga je tumačio Hayden Christensen, dok ga je u izvornoj trilogiji tumačio David Prowse. Zanimljivo je kako je, zbog Prowseovog zapadnjačkog naglaska, James Earl Jones posudio glas Vaderu u izvornoj trilogiji. Vader je jedan od najpoznatijih negativaca u povijesti filma, te je zato i uvršten na popis AFI's 100 Years... 100 Heroes and Villains u kojem je Američki filmski institut napravio popis 100 najpoznatijih pozitivaca i negativaca u povijesti filma.

## Pregled lika
Vader je u izvornoj trilogiji portretiran kao iznimno moćan Sith Lord i desna ruka senetora Palpatinea koja provodi teror i strahovladu u cijelom Galaktičkom carstvu, te proganja pobunjenike čiji je cilj ponovna uspostava Republike. Ujedno je i vrhovni zapovjednik galaktičke vojske. 

### Rođenje Dartha Vadera
U prva tri filma, kronološki gledajući, upoznajemo se s mladim robom Anakinom Skywalkerom s planeta Tatooinea. Kada Qui-Gon Jinn, učitelj Obi-Wan Kenobija, sazna kako Anakin ima visoku razinu midikloriana u krvi, otkupi ga i želi ga uzeti kao učenika. No, Qui-Gon umire u Fantomskoj prijetnji, tako da Obi-Wan Kenobi, koji postaje Jedi majstor, preuzima Qui-Gonov zadatak. U filmu Klonovi napadaju saznajemo kako je Anakin već duže vrijeme učenik Obi-Wan Kenobija, te kako njegov trening dobro napreduje. No, u ovom filmu se Anakin zaljubljuje, što je svakome Jediju, koji prema kodeksu mora kontrolirati svoje osjećaje, zabranjeno, u senatoricu Padme Amidala. Na kraju filma, Anakin se bori s grofom Dookuom koji mu u borbi odsjeca desnu ruku. U Osveti Sitha saznajemo kako je Palpatine otet, te da su Anakin i Obi-Wan krenuli da ga oslobode. Na brodu se njih dvojica sukobe s otimačem, grofom Dookuom. Dooku prvo onesvijesti Obi-Wana i ponovo se bori sam s Anakinom. U Anakinu se sada budi osjećaj bijesa i osvete, potaknut Dookouvom manipulacijom, te on, ovaj put, uspije svladati Dookua. Iako ga je nakon toga, prema pravilima, trebao uhititi, Palpatine ga je izmanipulirao i Anakin je ubio grofa Dookua odsjekavši mu glavu. Tada je oslobodio kancelara i krenuo spasiti Obi-Wana, no kancelar ga je ponovo pokušao izmanipulirati kako bi ostavio i Obi-Wana da umre, no Anakin je ipak svladao ovaj pokušaj i spasio svog učitelja.
Po povratku saznajemo kako je Anakin i dalje u vezi s Padme, koja mu otkriva da je trudna, no i dalje moraju tu vezu držati tajnom. Uskoro Obi-Wan dobiva zadatak da nađe i eliminira generala Grievousa, a Anakin ostane sam. Palpatine poziva u svoj ured i priznaje mu da je on Darth Sidious, vrhovni Sith Lord. Anakin tada odlazi k Maceu Winduu i govori mu što je saznao. Windu, koji je jedini Jedi iz Vijeća koji nije bio na zadatku, kreće s još tri Jedija kako bi uhitio Palpatinea. Iako Palpatine lako svladava Winduove pratioce, s Winduom mu to ne uspijeva. Baš kada se Windu sprema ubiti Palpatinea, ulazi Anakin i zaustavlja Windua, što je bilo dovoljno za Palpatinea da ga ubije. Tada Anakin, pod brigama o mogućoj smrti Padme o kojoj često sanja i nakon dugog perioda manipulacije, konačno prelazi na tamnu stranu i postaje poznat pod novim imenom - Darth Vader. Uskoro dobiva naredbu da eliminira sve Jedije, a Palpatine izdaje naredbu 66, prema kojoj su klonovi, koji su do tada surađivali s Jedijima, trebali napraviti isto što i Vader - eliminirati ih. U tom su pokolju, Obi-Wan i najvještiji Jedi, Yoda, jedini ostali živi. Tada su se krenuli suočiti s Palpatineom i njegovim novim učenikom čiji identiet još nisu znali. Yoda je bio nadomak ruke da pobijedi Palpatinea u iznimno teškoj borbi, no morao se povući ne izvršivši misiju. Obi-Wan je saznao da je Anakin novi Palpatineov učenik. 
Tada odlazi kod Padme da joj priopći vijest, te mu ona priznaje vezu između nje i Anakina. Ona tada odlazi potražiti Anakina, no Obi-Wan se ušulja u brod i tako ju prati. Kada su ga našli na udaljenom vulkanskom planetu Mustafaru, Padme je prvo pokušala pričati s njim, no Anakin, zaslijepljen mračnom stranom, pokušava ju ubiti misleći da ga je izdala jer podržava Jedije, a time i Anakinovog učitelja, Obi-Wana, za kojeg ona nije znala da je tu. Tada iz broda izlazi Obi-Wan, spašava Padme i započinje dvoboj s Vaderom. Nakon duge borbe, gotovo izjednačene, Obi-Wan je iskoristio svoje iskustvo. Bio je na višem terenu nego Vader i, unatoč tome što su postali neprijatelji, savjetovao mu je da ne radi gluposti, ali bijesni je Vader krenuo na njega, a Obi-Wan mu je vještim potezom svjetlosnim mačem otkinuo noge i jednu ruku. Uskoro se njegova odjeća zapalila zbog lave koja je tekla planetom i Vader je ostao goriti dok se Obi-Wan vratio po Padme koja je hitno trebala liječnika. No, Vader nije umro. Ubrzo je po njega došao Palpatine i odnio ga k liječnicima koji su mu potpuno rekonsutirali tijelo i stavili ga u crni oklop u kojem je, ako je želio preživjeti, morao biti cijelo vrijeme. 
Padme je u međuvremenu rodila kći i sina i nakon toga preminula iz nerazjašnjenih razloga. Obi-Wan i Yoda su otišli u egzil, a Vader je postao Palpatineova desna ruka u novoproglašenom Galaktičkom Imperiju. No, kada je Vader saznao da je Padme mrtva, jako se razljutio i shvatio da je nemoguće manipulirati životom, iako mu je Palpatine kako bi ga pridobio rekao da Sithovi to mogu, no to je prosvjetljenje sitglo prekasno.

### Nova nada
Prema izdanju filmova, Nova nada je bila prvi film u kojem smo se upoznali s likom Dartha Vadera. On je tad već bio istaknuti Sith Lord i desna ruka imperatora Palpetinea čiji je glavni cilj u filmu pronalazak ukradenih nacrta za Zvijezdu smrti i eliminiranje pobunjenika, koji su pomoću nacrta htjeli uništiti istu. Na samom početku filma on zarobljava princezu Leiu Organu i odvodi ju sa sobom. No, Leia je prije uspjela snimiti poruku i poslati ju po svojim robotima R2-D2-u i C-3PO-u. Tu poruku, kao i dva robota pronalazi mladić s Tatooinea, Luke Skywalker. Kada sazna da je poruka namijenjena starom pustinjaku s Tatooinea, Benu Kenobiju, kojeg Leia naziva Obi-Wan Kenobi, odlazi ga potražiti. Vader u međuvremenu pokušava od Leie saznati gdje je pobunjenička baza, no kada mu ona odbije reći on naređuje guverneru Tarkinu da uništi Alderaan, Lein planet, ako se ona ne predomisli. Ona na koncu ipak kaže, no daje lažnu lokaciju u nadi da će spasiti svoj planet, no Tarkin ipak izdaje naredbu za paljbu samo kako bi demonstirao razaračku moć novog oružja. Luke pak na Tatooineu uspijeva pronaći Kenobija, koji mu je spasio život, i predaje mu poruku. Kenobi, dobro znajući tko je, pita Lukea da mu se pridruži i na putu nauči kako postati Jedi i kako kontrolirati Silu. Iako Luke ispočetka odbije, kada vidi da su mu ujak i ujna ubijeni, a dom uništen od strane imperijalnih jurišnika, pristane i kreće s Kenobijem na put. 
Poruka je rekla kako trebaju otići na Alderaan, no nisu imali prijevoz. Tada odlaze u jednu kavanu gdje unajmljiju krijumčara Hana Sola i njegovih suradnika, Wookiea Chewbaccu da ih odvezu. No, kako je Alderaan već uništen, naiđu na hrpu kamenja i ubrzo bivaju zarobljeni unutar Zvijezde smrti. U pokušaju da ih zaustavi od bijega, Vader se ponovo suočava sa svojim učiteljem, Benom Kenobijem i njih se dvoje bore. Luke i Solo u međuvremenu oslobađaju princezu i koriste ovu bitku kao diverziju da pobjegnu. Kada je Kenobi vidio da je Luke na sigurnom, namjerno je dopustio Vaderu da ga ubije i tada se pretvorio u duha, vještinu koju je prvi otkrio njegov stari učitelj, Qui-Gon Jinn. 
Solo, Luke i Leia se tada pridružuju pobunjenicima na mjesecu Yavin, koji se nalazio u blizini Zvijezde. Pomoću nacrta iskonstruiraju plan i pronalaze slabu točku. Uskoro kreću u napad, no svi koji su pokušali pogoditi slabu točku nisu uspjeli u tome. U toj zračnoj bitci sudjelovao je i sam Vader, još uvijek iznimno iskusan pilot. Nakon što je uočio da Luke ima priliku uništiti Zvijedzu krenuo je za njim s još dva lovca, koja su vrlo brzo uništena. Vader uskoro dobiva izvrnu šansu da uništi Lukeov brod, no trenutak prije nego što je ispalio, Han Solo je pogodio njegov brod iz svojeg Millenium Falcona i poslao Vaderov brod u svemir, no Vader je preživio. Zatim je Luke, uz savjet Bena Kanobija koji ga je pratio kao duh, pogodio slabu točku i uništio Zvijezdu smrti.

### Imperij uzvraća udarac
Nakon uništenja Zvijezde, pobunjenici se premještaju na ledeni nenaseljeni planet Hoth. Ali, Vader ih preko svojh tragača ipak uspije pronaći. Vader je sada opsjednut pronalaskom Lukea. Iako ih Imperij okruži, veći dio brodova ipak uspijeva pobjeći Vaderu, ali stara družina se ovaj put raspada. Luke odlazi na udaljeni sustav Dagobah kako bi, na Kenobijev savjet, pronašao Yodu i trenirao s njim, dok Han i Chewbacca odvode Leiu u mjesto zvano Cloud City, enorman urbani kompleks smješten na velikoj nadmorskoj visini, kojim upravlja Hanov prijatelj Lando Calrissian. No, iako su vjerovali Landu, on ih je izdao i predao Vaderu, no Lukea nije bilo. Tada Vader iskoristi njegove prijatelje kako bi ga namamio. Luke je u međuvremenu uspio naći Yodu s njim trenirao, ali kada je saznao da su mu prijatelji u nevolji prekinuo je trening i krenuo ih spasiti, davši Yodi obećanje da će se vratiti. 
Kada je stigao u Cloud City upao je ravno u Vaderovu zamku. Chewbacca i Leia su se uz Landovu pomoć ipak oslobodili, dok je Han zamrznut i predan lovcu na glave Bobi Fettu. Luke se odlučio sukobiti s Vaderom, no njegova vještina nije još dovoljno dobra i Vader ga svlada tako što mu otkine desnu ruku. Tada, nekon što mu je Luke rekao da je on taj koji je ubio njegova oca, činjenica koju mu je rekao Kenobi, Vader Lukeu otkriva šokantnu istinu tako što mu kaže da je njegov otac živ i da ga nije on ubio, već da je on, Darth Vader, njegov otac. Vader mu tada ponudi da mu se pridruži, te da zajedno svrgnu Imperatora i vladaju galaksijom zajedno kao otac i sin. Luke, još uvijek u šoku i nevjerici, odbija i baca se u provaliju iznad koje je bio. 
Luke tada koristi Silu kako bi dozvao Leiu i uskoro biva spašen. Uskoro dobiva i robotsku ruku, dok se Vader još jednom povlači kao pobjednik, ali kao pobjednik koji nije ostvario svoj cilj. Lukeov sljedeći potez je završavanje obuke kod Yode, dok se Leia, Chewbacca i Lando upućuju u potragu za Hanom kojeg je Boba Fett odveo k Jabbi Huttu.

### Povratak Jedija
Luke se vraća da dovrši trening kod Yode, no s njim boravi vrlo kratko jer Yoda umire u svojoj 900. godini i postaje jedno sa Silom. Prije no što je umro, Yoda je Lukeu potvrdio da je Darth Vader zaista njegov otac, bivši Jedi Anakin Skywalker. Kasnije s duho Obi-Wans priča o svojoj prošlosti i tako saznaje da je Leia njegova sestra blizanka, tj. Vaderova kći. Nakon što je spasio Hana od Jabbe Hutta, otišao je na novu misiju s pobunjenicima na mjesecu Endor. Tu se Luke svjedno predao imperijalnim jurišnicima kako bi ga odveli do Vadera, a time i do Imperatora. Luke je odveden na drugu Zvijezdu smrti, koja se upravo gradila tijekom radnje šestog filma. Palpatine pokušava izmanipulirati Lukea tako što apelira na njegov bijes i prijeti životima njegovih prijatelja, no Luke se odupire sve dok Vader ne zaprijeti kako će Leiu preobratiti na tamnu stranu. Tada se Luke obruši na svog oca i uspije ga poraziti u dvoboju, no uspijeva iskontrolirati svoj bijes u zadnjem trenutku i ostavlja svog oca na životu, unatoč konstantnom nagovaranju Imperatora Palpatinea. 
Nakon što Luke baci svoj svjetlosni mač kao znak da ga Palpatine ne može izmanipulirati, ovaj se razbjesni i krene na Lukea s grmljavinom sile. U agoniji, Luke moli svog oca za pomoć. Vader se, vidjevši svog sina u nevolji, smilovao i odbacio tamnu stranu. On se ustao i gurnuo Palpatinea u reaktor Zvijezde i time je Darth Vader ponovo postao Anakin Skywalker, nakon dugo godina. No, pošto je prestao biti Sith izgubio je silu koja ga je sve te godine održavala na životu i tako je došlo vrijeme za njegov kraj. Kao posljednju želju, rekao je Lukeu da mu skine masku kako bi ga mogao vidjeti vlastitim očima. Luke je pristao i tada su se otac i sin prvi put vidjeli oči u oči. Ovo je ujedno prvi put u svim filmovima kada smo vidjeli Anakinovo lice nakon što je obukao oklop Darth Vadera i ožiljci iz Osvete Sitha su i dalje jako vidljivi. Još je rekao Lukeu da kaže Leiji da je u njeu ipak ostalo nešto dobroga, i tako umire kao čovjek koji se pokajao zbog svojih grešaka. Luke je kasnije pobjegao sa Zvijezde zajedno s tijelom svog oca, koje je kasnije kremirao, kao i oklop kojeg mu je otac nosio. Tijekom slavlja na Endoru vidimo kako je i Anakin postao dio sile i u zadnjoj sceni filma vidimo njegov duh, Yodin duh i duh Obi-Wan Kenobija kako zadovoljno promatraju još jednu pobjedu Jedija.